# Rafael Pérez Estrada
Rafael Pérez Estrada  (Málaga, 16 de febrero de 1934 - Málaga, 21 de mayo de 2000) fue un poeta, escritor y artista plástico español.

## Biografía
Rafael Pérez Estrada era hijo del médico Manuel Pérez Bryán (alcalde de Málaga entre 1943 y 1947) y de la pintora naíf Mari Pepa Estrada.
Durante la Guerra Civil su casa en la calle Larios sufrió un incendio y la familia se trasladó a la calle Carreterías, donde pasó los primeros años de su vida.
Marchó a cursar estudios de Derecho a la Universidad de Granada (1954), formación que le permitió ejercer la abogacía en su ciudad natal.
En 1959 se instaló en Madrid, donde se inició en el dibujo y colaboró en revistas y emisoras de radio, al tiempo que ejerció como abogado.
En 1960 volvió a Málaga definitivamente. Llegó tardíamente a la literatura, pues en 1968 apareció su primer libro, Valle de los galanes, al que siguieron numerosos títulos de teatro, poesía y narrativa de vanguardia. Hasta 1997, año en que abandonó su despacho, combinó su actividad como abogado con la escritura y el dibujo. Participó muy activamente en eventos claves de la vida social y cultural malagueña, entre otros, en la creación del Centro Cultural del 27 y en el Consejo Social de la Universidad de Málaga, ciudad de donde jamás quiso alejarse: es la ciudad del gozo y de la dicha o soy un seducido por Málaga dijo el escritor en su discurso con motivo del nombramiento como Hijo Predilecto de Málaga.
Murió de cáncer, a los 66 años, el 21 de mayo de 2000.

## Homenajes y reconocimientos

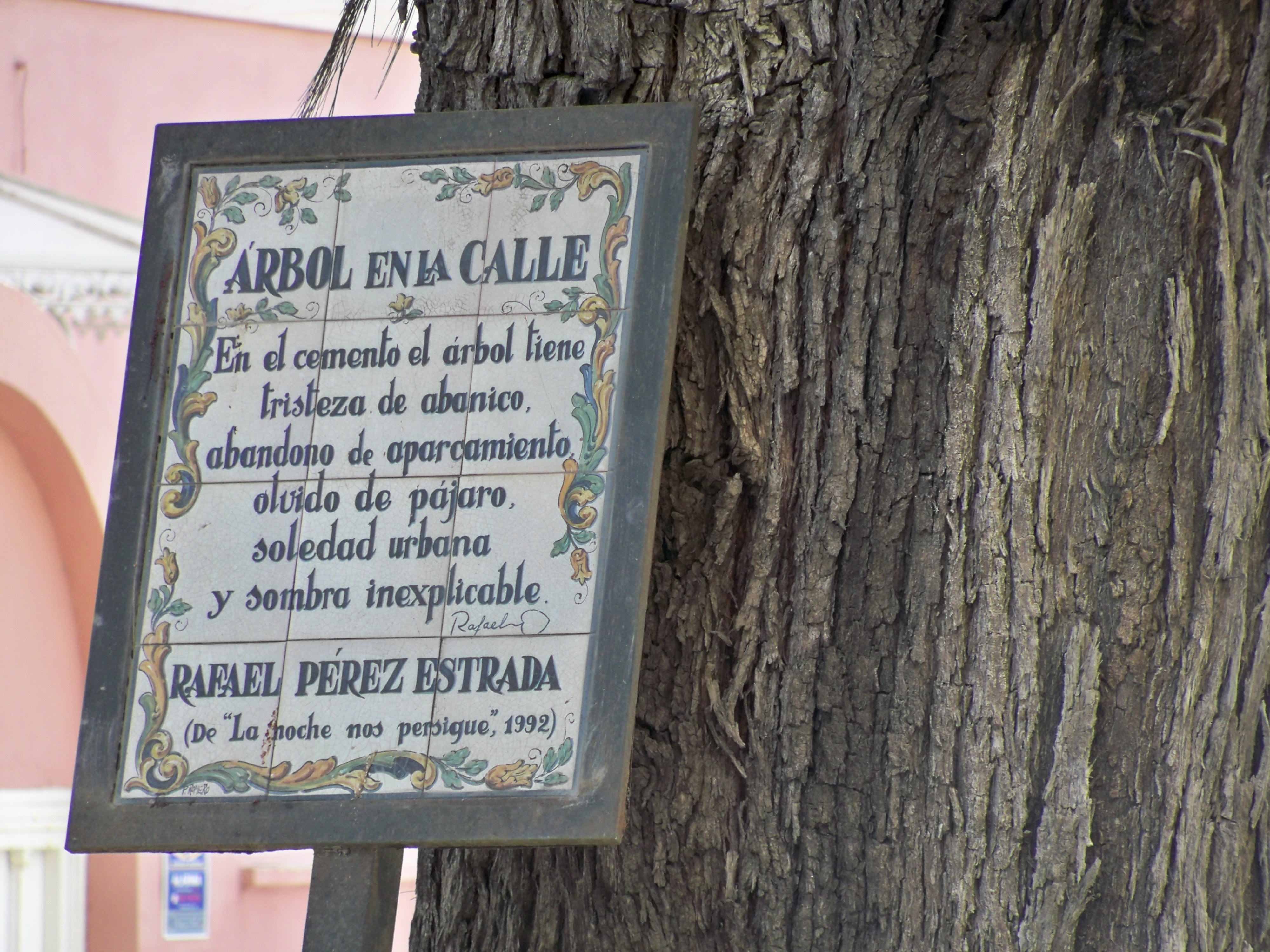
Placa conmemorativa dedicada a Rafael Pérez Estrada en Málaga.

En 1999 el Círculo de Bellas Artes de Madrid le dedicó un homenaje. En 2000, días antes de su fallecimiento, se le nombró Hijo Predilecto de su ciudad natal. El 9 de abril de 2002, fue nombrado Hijo Predilecto de la Provincia de Málaga por parte la Diputación Provincial de Málaga. También fue propuesto al Premio Príncipe de Asturias de las Letras por el Centro de la Generación del 27.
En Málaga, una calle perpendicular al Paseo Marítimo Pablo Picasso y un instituto de educación secundaria de la Barriada del Tiro Pichón llevan su nombre.
En 2016, la revista Litoral le dedicó un número monográfico, con una gran antología de sus textos literarios y de su producción plástica.
En 2021, se inauguró una placa conmemorativa en el restaurante Bilmore de Málaga, lugar donde el autor se reunía con otros intelectuales en tertulia. También cuenta con una placa conmemorativa en la calle Rafael Pérez Estrada de Málaga, dedicada igualmente al autor. 
En noviembre de 2023, su prosa, poesía y teatro pasaron a formar parte de la Caja de las Letras del Instituto Cervantes.

### Premio de aforismos
Un premio de aforismos lleva su nombre. Se convocó por primera vez en 2016 con el tema monográfico de los ángeles y su ganador fue Julio Herranz con la obra Con alas y a lo corto. La segunda convocatoria del premio, en 2017, versó sobre los espejos. El ganador de esta edición fue Antonio Rivero Taravillo. En 2018 el asunto fue las nubes y lo ganó la poeta Virginia Aguilar Bautista.
En 2019 el tema fue las sombras; ganado por el poeta y dibujante Federico Gallego Ripoll por la obra La sombra de Miró. La ganadora en 2020 fue Rocío Peñalba, con sus aforismos sobre sueños.

## Obras
1968.
- Valle de los Galanes, Ángel Caffarena, El Guadalhorce, Dardo, Málaga.

1969.
- Obeliscos, Ángel Caffarena, El Guadalhorce, Dardo, Málaga.

1970.
- La bañera, Ángel Caffarena, El Guadalhorce, Dardo, Málaga.

1971.
- Prestado título: Cantemos esta noche una especie de salmo…, Ángel Caffarena, El Guadalhorce, Dardo, Málaga.
- Revelaciones de la Madre Margarita Amable del Divino Niño del Sí que, para damas delicadamente melancólicas, edita por primera vez Rafael Pérez Estrada, El Guadalhorce, Dardo, Málaga.

1972.
- Informe, Ángel Caffarena, El Guadalhorce, Dardo, Málaga.
- Testal Encíclica, Ángel Caffarena, El Guadalhorce, Dardo, Málaga.

1974.
- Festivo Pretexto de Elegía, Ángel Caffarena, El Guadalhorce, Dardo, Málaga.
- La bañera, Los libros de la Frontera, Asenet S. A., Barcelona.

1975.
- Fetario de Homínidos Celestes, Edición del Ateneo de Málaga.

1976.
- Testal Inerte, Ángel Caffarena, El Guadalhorce, Dardo, Málaga.

1979.
- 3 propuestas Asilogísmicas, La Española, Málaga.

1981.
- In Péctore, Corona del Sur, Málaga.
- Pablo (Odiseo) Picasso, Ayuntamiento de Málaga.

1982.
- Loggia, Jarazmín, n.º 5, Dardo, Málaga.

1983.
- Provocación a favor de la correlación entre el tiempo, elfondo y la forma en lo imaginal y en lo literario. Taller de Ideas, Universidad de Málaga.

1984.
- Especulaciones en la misma Naturaleza, Ánade, Granada.
- Luciferi Fanum (Luces, Faros y Sombras), Dado, Sevilla.
- Memorial para otras Estaciones, Arenal, Jerez de la Frontera.

1985.
- Friso poético (Aproximación a Salvador Rueda y antología de su obra). Biblioteca de la Cultura Andaluza, Editoriales Andaluzas Unidas S. A., Sevilla, Granada, 1985.
- Del goce y de la dicha (poesía erótica), antología, Litoral, n.º 151-156, Málaga.
- Libro de Horas, Angel Caffarena, El Guadalhorce, Dardo, Málaga.

1986.
- Acuario, Angel Caffarena, Cuadernos de David, El Guadalhorce, Dardo, Málaga.
- Conspiraciones y Conjuras, Col. Puerta del Mar, Diputación Provincial de Málaga.
- Reflexión de Pannekoek, Diputación Provincial de Cádiz.
- Santuario, Angel Caffarena, Nuevos Cuadernos de M.a Cristina, El Guadalhorce, Dardo, Málaga.

1987.
- Siete elegías mediterráneas como siete pecados capitales. Librería anticuaría El Guadalhorce, Dardo, Málaga.

1988.
- Bestiario de Livermoore, Librería anticuaria El Guadalhorce, Dardo, Málaga.
- Breviario, Homenaje a Ramón Gómez de la Serna, Ayuntamiento de Málaga.
- Libro de los espejos y las sombras, Col. Juán Ramón Jiménez, Diputación Provincial de Huelva.
- Tatuajes, en la carpeta Acrobacias de J. M. Agüera, Ediciones coincidentes Alameda, Galería de Arte, Coin, Málaga.
- Jardín del Unicornio, Edición de autor, Gráficas Urania, Málaga.

1989. 
Del discurso del Ángel, Poesía, Signos, edita Ediciones Libertarias,Editor Leopoldo Alas,ISBN: 84-7683-114-5
Inventario de gemas crueles. Edición de autor, Dardo, Málaga.
- La Ciudad velada. Cuadernos Formales 2, Colegio de Arquitectos, Málaga.
- Informe desde el Sur (una antología de Rafael Pérez Estrada). Colección Tediría, Instituto B. Sierra Bermeja, Málaga.
- Antología; 1968-1988. Ciudad del Paraíso, Ayuntamiento, con un estudio crítico de Antonio Garrido Moraga, Málaga.

1990.
- Crónica de la lluvia, editan Francisco Cumpián y María Isabel Ruiz (sin ISBN ni Depósito Legal), Madrid.
- Tratado de las nubes, Renacimiento, Sevilla.
- Libro de los Reyes (y obra poética 1985-1989), Prólogo de Manuel Alvar, Anthropos. Barcelona.
- Rara avis, Cuaderno n.° 4 de la colección Laureles de Munda, Montilla.

1991
Celebración de la palabra y el libro, Feria del Libro, Junta de Andalucía, Delegación Provincial de Cultura, Málaga.
1992.
- Los oficios del sueño, Libertarias (Huerga & Fierro), Madrid.
- La noche nos persigue, Signos, Madrid.

1993.
- Las horas crueles, Bauma, Barcelona.
- La sombra del Obelisco, Libertarias (Huerga & Fierro), Madrid.
- Crónica de amor de una muchacha albina, carpeta de grabados de Juan Carlos Mestre y texto de Pérez Estrada, editada y encuadernada por Andrea Lúea, Madrid.

1995.
- Los amores prohibidos, Edición de Rafael Inglada, número 4 de la Colección Llama de Amor Viva, Málaga.
- El Domador, Huerga & Fierro, Madrid.

1996.
- Elecciones personales (una antología de urgencia), edita Miguel Gómez, Facultad de Psicología, Málaga.

1997.
- Ulises, o Libro de las Distancias, Huerga & Fierro, Madrid.

1998.
- El vendedor de logaritmos, edita El gato gris. N° 10, (edición de bibliófilos, serigrafiado el manuscrito y con siete ilustraciones de Pérez Estrada también en serigra- fía. La edición se presenta en caja de madera igualmente ilustrada por el autor), Velliza (Valladolid).
- El viento vertical (Dibujos y aforismos, «Libros del consuelo», L. F. Ediciones y El Sornabique, ), Béjar (Salamanca). (Por un error, el editor ha calificado de aforismos a textos breves ajenos a la naturaleza literaria de aquellos).
- El ladrón de atardeceres: (Antología, selección de José Ángel Cilleruelo), Plaza & Janés, Barcelona.

Pequeño teatro, Alfar, Sevilla.
1999.
- El grito & Diario de un tiempo difícil, Miguel Gómez Editor, Málaga.

2002.
- Imágenes, edición facsímil de Francisco Ruiz Noguera, Ayuntamiento de Málaga.
- La sombra del obelisco, Booket, Espasa, Madrid.

2003.
- Crónica de la lluvia, edición de José Ángel Cilleruelo. Edhasa, Barcelona.

2004.
- Bajo el cielo indeciso, Calambur, Madrid.
- Devoured by the moon. Selected poems, traducción de Steven J. Stewart, Hanging Loose Press, New York.

2005.
- El coleccionista (Narraciones escogidas 1968-2000), Las 4 estaciones, Málaga.

2006.
- Testamento, C.C.Generación del 27, Málaga.
- Valle de los galanes. Obeliscos, edición de Ángel Luis Vigaray, Signos / Versión Celeste, Madrid.
- Luciferi fanum (luces, faros y sombras), edición de Francisco Ruiz Noguera, Monosabio, Málaga.

2009.
- Rafael Pérez Estrada en la India. Antología. Edición de Jesús Aguado. Puerta del Mar n.º 81, Málaga.
- El domador, edición de Jesús Aguado, Paréntesis, Sevilla, 2009

2010.
- Antología de breve ficción, edición de Guillermo Samperio, Berenice, Córdoba.

2011.
- Jardín del Unicornio, edición de Antonio Soler, Calambur, Madrid.
- Un plural infinito. Antología poética, edición de Jesús Aguado, Col. Vandalia, Sevilla.

2013.
- Le bestiaire de Livermoore, traducción de Ramón Romero Naval, Editions Alain Gorius, Tulle, France.

2016.
- Rafael Pérez Estrada, el demiurgo. Málaga: revista Litoral, 2016.[1]